# Baltic Cup 1975
Der Baltic Cup 1975 war die 29. Austragung des Turniers der Baltischen Länder. Das Turnier für Fußballnationalteams fand zwischen dem 18. und 20. Juli 1975 in Weißrussland statt. Zum zweiten Mal in der Geschichte des Baltic Cups wurde das Turnier nicht in einem der drei Baltischen Staaten ausgetragen. Gespielt wurde in Minsk, die Litauische Fußballnationalmannschaft konnte den 9. Titel gewinnen.

## Gesamtübersicht

### Halbfinale
|                        |   |                |                |
| 18. Juli 1975 in Minsk |   |                |                |
| Weißrussische SSR      | – | Litauische SSR | 0:2            |
| Lettische SSR          | – | Estnische SSR  | 1:1, 5:3 i. E. |

### Spiel um Platz 3
|                        |   |               |     |
| 20. Juli 1975 in Minsk |   |               |     |
| Weißrussische SSR      | – | Estnische SSR | 5:1 |

### Finale
|                         |   |               |     |
| 20. Juli 1975, in Minsk |   |               |     |
| Litauische SSR          | – | Lettische SSR | 2:0 |